# Jeff Mariotte
Jeff Mariotte (nascido em Park Forest, Illinois) é um escritor estadunidense, que redigiu a série Witch Season e escreveu muitas novelizações baseadas em episódios da série de TV Charmed. Também criou e dirigiu a série de HQs Desperadoes.

## Obras

### NoBuffyverso

#### Romances sobre Angel
- "Trilogia Unseen"
- "Hollywood Noir"
- "Haunted"
- "Stranger to the Sun"
- "Endangered Species"
- "Sanctuary"
- "Solitary Man"
- "Love and Death"
- "Close to the Ground"

#### HQs de Angel
- "The Curse"
- "Old Friends"
- "Doyle Spotlight"

### Lista de romances
- 30 Days of Night: Immortal Remains, Pocket Star, (2007)
- Missing White Girl, Jove, (2007)
- Las Vegas: Sleight of Hand, Pocket Star, (2007)
- Age of Conan: Marauders trilogy, Ace (2006)
- 30 Days of Night: Rumors of the Undead (com Steve Niles), Pocket Star, (2006)
- High Stakes Game: Las Vegas Novel 1, Pocket Star, (2006)
- Andromeda: The Attitude of Silence, Tor books, (2005)
- Witch Season: Spring, Simon Pulse, (2005)
- Boogeyman, Pocket Star, (2005)
- Witch Season: Winter", Simon Pulse, (2004)
- Witch Season: Fall, Simon Pulse, (2004)
- Angel: Love and Death, Simon Spotlight Entertainment, (2004)
- Charmed: Survival of the Fittest, Simon Spotlight Entertainment, (2004)
- Witch Season: Summer, Simon Pulse, (2004)
- Star Trek: The Lost Era —Deny Thy Father, Pocket Books, (2003)
- Angel: Solitary Man, Simon Pulse, (2003)
- The Slab, IDW Publishing, (2003)
- Charmed: Mirror Image, Simon Pulse, (2003)
- Angel: Sanctuary, Simon Pulse, (2003)
- Angel: Endangered Speicies, Simon Pulse, (2002)
- Angel: Stranger To The Sun, Simon Pulse, (2002)
- Angel: The Casefiles, Volume One, (com Nancy Holder e Maryelizabeth Hart)
- Angel: Haunted
- Gen¹³: Time and Chance (com Scott Ciencin)
- Buffy the Vampire Slayer/Angel: Unseen Book One—The Burning (com Nancy Holder)
- Buffy the Vampire Slayer/Angel: Unseen Book Two—Door to Alternity (com Nancy Holder)
- Buffy the Vampire Slayer/Angel: Unseen Book Three—Long Way Home (com Nancy Holder)
- Buffy the Vampire Slayer: The Watcher's Guide, Vol. 2 (com Nancy Holder e Maryelizabeth Hart)
- Angel: Hollywood Noir
- Angel: Close to the Ground
- Buffy the Vampire Slayer: The Xander Years, vol. 2
- Gen13: Netherwar (com Christopher Golden)

### HQs
- Desperadoes:
  - A Moment's Sunlight (com John Cassaday, Homage Comics/Wildstorm, minissérie em 5 números, 1997-1998, 104 pg., Julho de 1998, ISBN 1-58240-013-X)
  - "Epidemic!" (com esboço de John Cassaday e arte-final de John Lucas, Homage Comics/Wildstorm,  1999, ISBN B0006RRCHQ)
  - Quiet of the Grave (com John Severin, Homage Comics/DC Comics, 128 pg., Dezembro de 2002, ISBN 1-4012-0018-4)
  - Banners of Gold (com Jeremy Haun, minissérie em 5 números, IDW Publishing, 120 pg., Agosto de 2005, ISBN 1-933239-58-1 [capa-dura], ISBN 1-932382-96-8 [brochura])
  - Buffalo Dreams (com Alberto Dose, minissérie em 4 números, IDW Publishing, Janeiro de 2007, Setembro de 2007, ISBN 1600101143)